# Retour en Acadie
Retour en Acadie est un roman d'Alain Dubos publié en 2004.

## Résumé
En 1755, 7000 Acadiens sont déportés sur 31 bateaux anglais, dont Jean et les siens. En 1756 Jacques, 12 ans, déporté aussi, est en cale à Philadelphie. La variole tue chaque jour. Sa mère, Isabelle, 46 ans, a été débarquée dans une rizière de Caroline du Sud avec son neveu Sylvain, 21 ans, fils de Jean, et est domestique. Son mari, Jérôme, en fuite, est en Nouvelle Écosse et trouve son oncle, Lestang, 73 ans, sur le Locmaria. Anne, 19 ans, a perdu son père, Jean et sa mère et est en Virginie avec sa tante Marguerite. Elle est récupérée par William, Écossais. Thomas, 20 ans, et Baptiste, 8 ans, fils de Jérôme, arrivent dans le camp français de Charles et retrouvent Françoise, femme de Sylvain. William emmène Anne pour servir sa sœur Mary à Boston. Jacques est valet de ferme à Lancaster avec sa sœur Charlotte, ses cousins Gilbert et Pierre, tous 16 ans. Sylvain meurt de malaria en 1757 et Isabelle embarque. Jérôme et Pierre remontent la Miramichi et trouvent Thomas et ses protégés. Isabelle et son équipage retournent en Acadie. Jacques part aussi avec ses cousins mais Charlotte reste. En route, Gilles est tué par des Indiens et Pierre capturé. Jacques est adopté par des Indiens en fuite qui le relâchent. Il est enrôlé par des Français. En 1758 Isabelle retrouve Thomas et les siens. Jérôme et les siens vont à Montréal. Jacques les y retrouve en 1759 mais repart à Québec avec sa troupe où ils capitulent. Il fuit à Montréal avec Joséphine qu'il a engrossée. Ils se marient en même temps que Thomas épouse Claire. Joséphine a Pierre en 1760. Lestang est tué. En 1761 Anne revient avec William. En 1762 Jacques tue un Anglais et est incarcéré. William le libère. Il devient pêcheur embarqué avec Thomas et Baptiste. Joséphine a Julien. En 1763 le Canada devient anglais sauf Saint-Pierre-et-Miquelon. Jérôme meurt en 1764. Les autres s'installent dans la baie Sainte-Marie. Joséphine a Catherine. En 1775 Jacques va avec William, militaire, mais ils échouent contre les insurgés de Boston.